# پلسکی سنووتس
پلسکی سنووِتس (بلغاری: Полски Сеновец) یک روستا در استان ولیکو تارنوو و در شمال بلغارستان است.

## جغرافیا

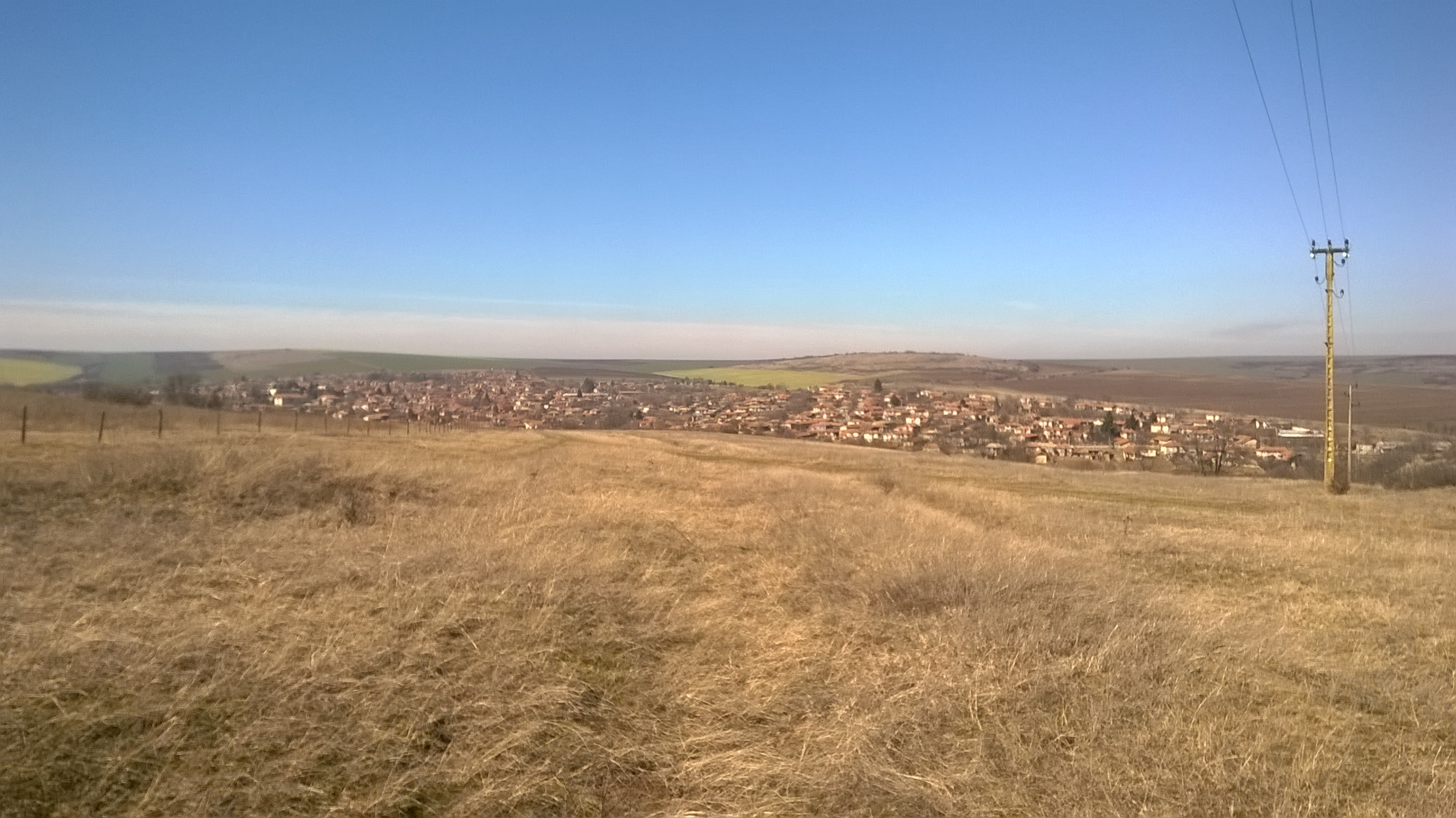
Polski Senovetz پانوراما

## هیدروگرافی
یک سد در نزدیکی روستا و یک رودخانه به نام رودخانه گارگالاکا ( یا رودخانه پولسکی سنووتس) وجود دارد.

### خاک
خاک این منطقه نمونه ای از دشت دانوب است، تقریباً 80٪ خاک سیاه و 20٪ خاک جنگل است

## دین

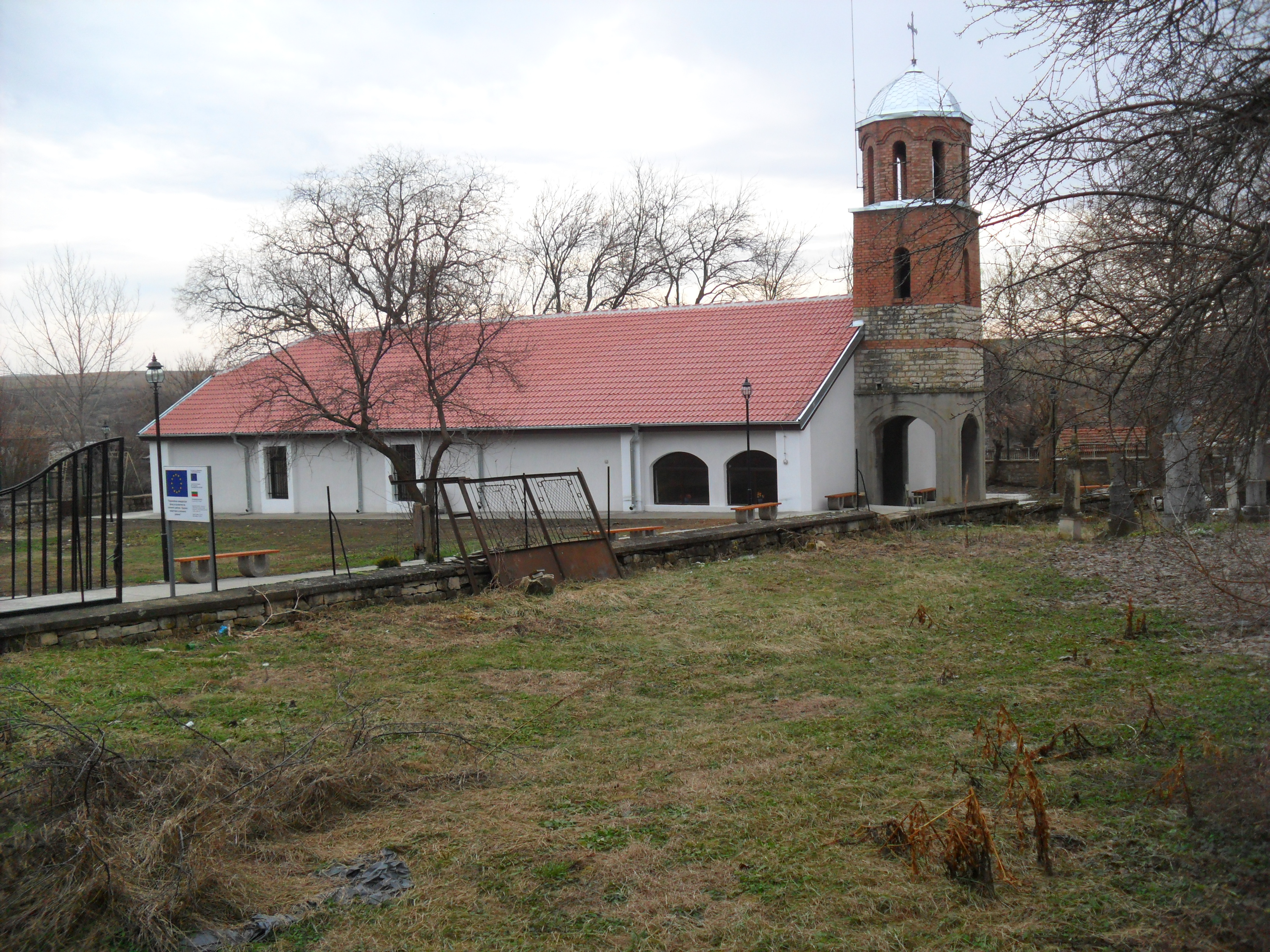
ارتدوکس Chrurch سنت تئودور Stratilat

بیش از ۹۰٪ از مردم در Polski Senovets در حال مسیحیان ارتدوکس.
در سال ۱۸۴۷ کلیسای ارتدکس سنت تئودور Stratilat ساخته شده بود.

## نگارخانه

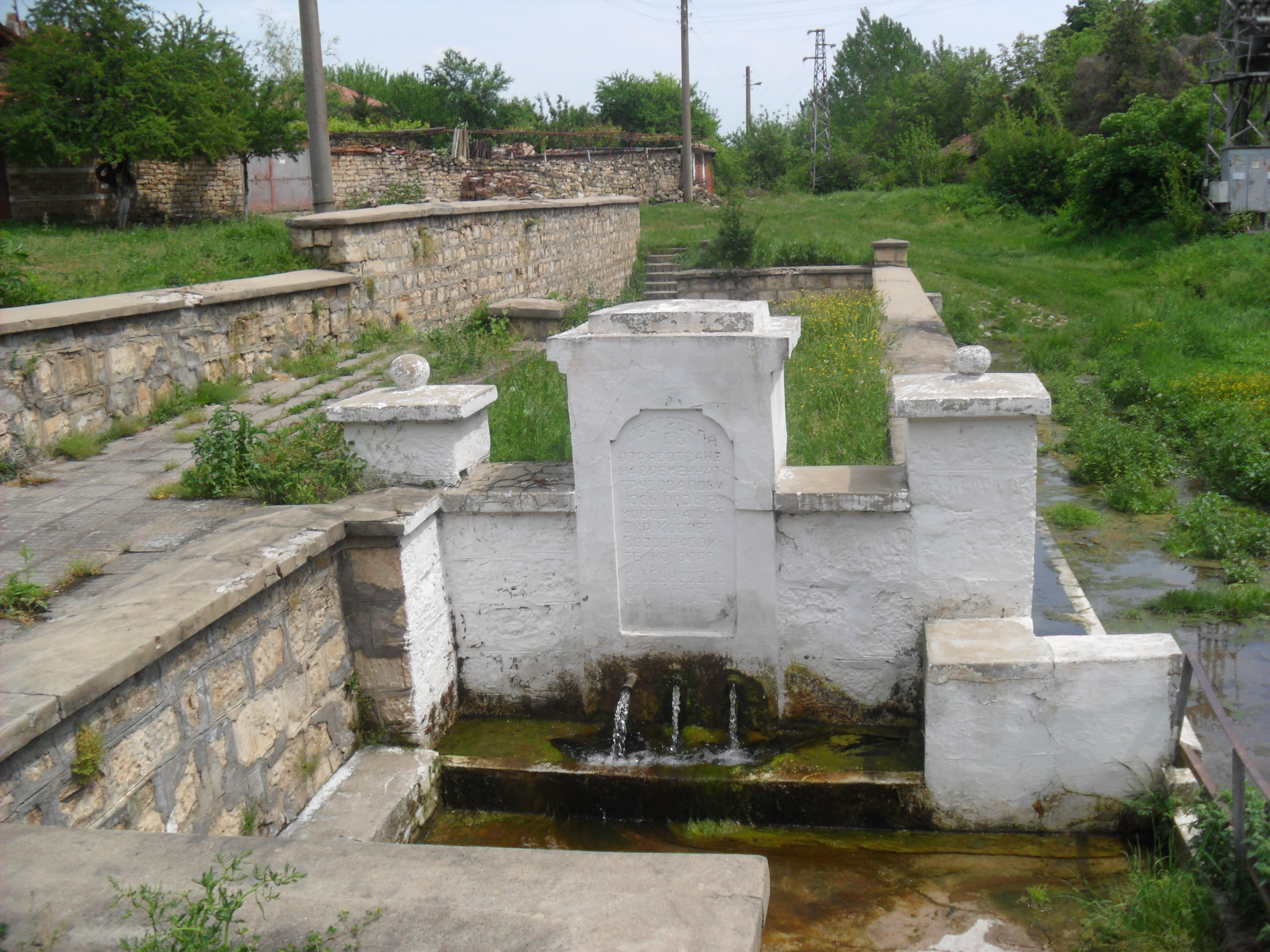
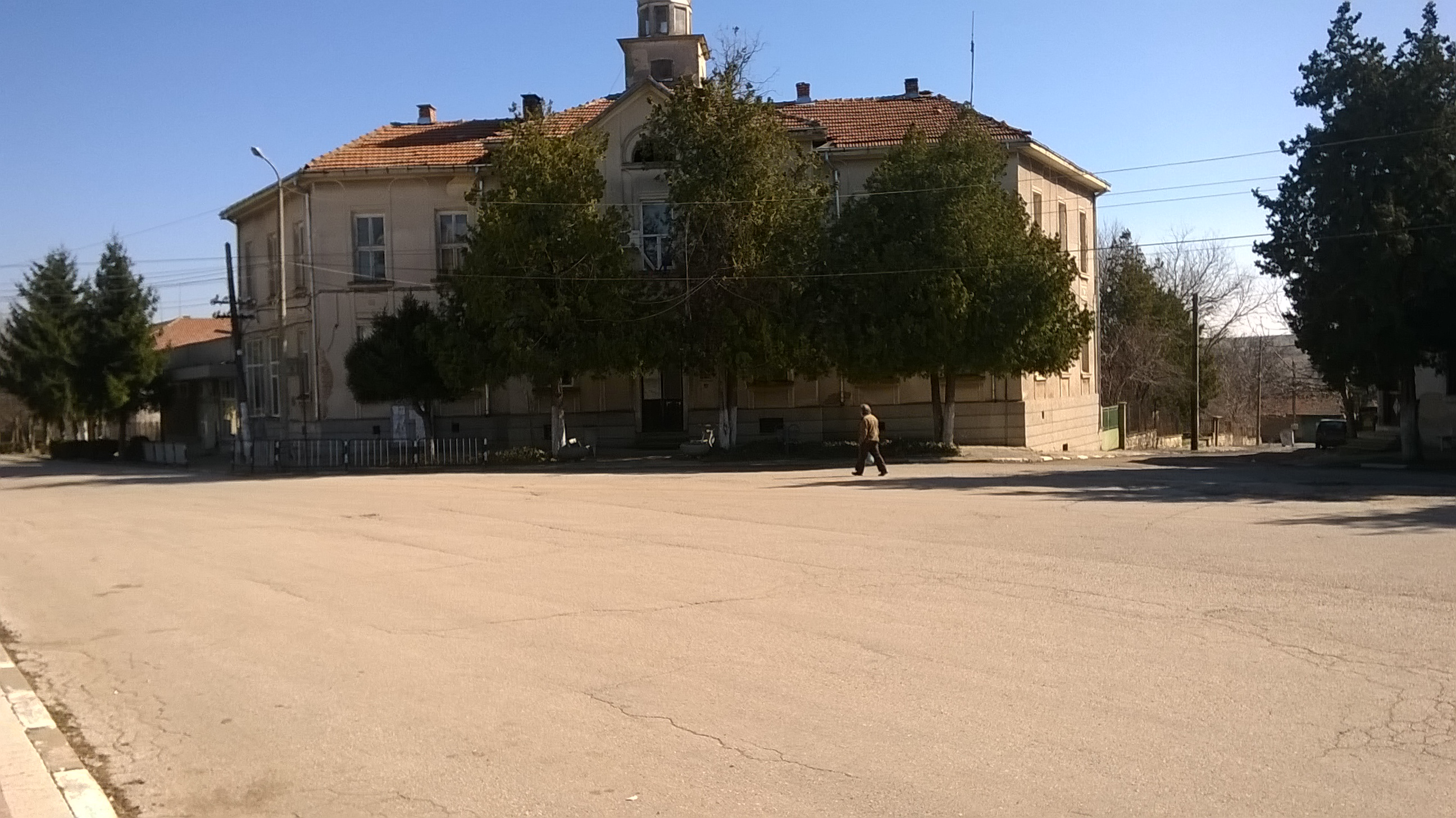
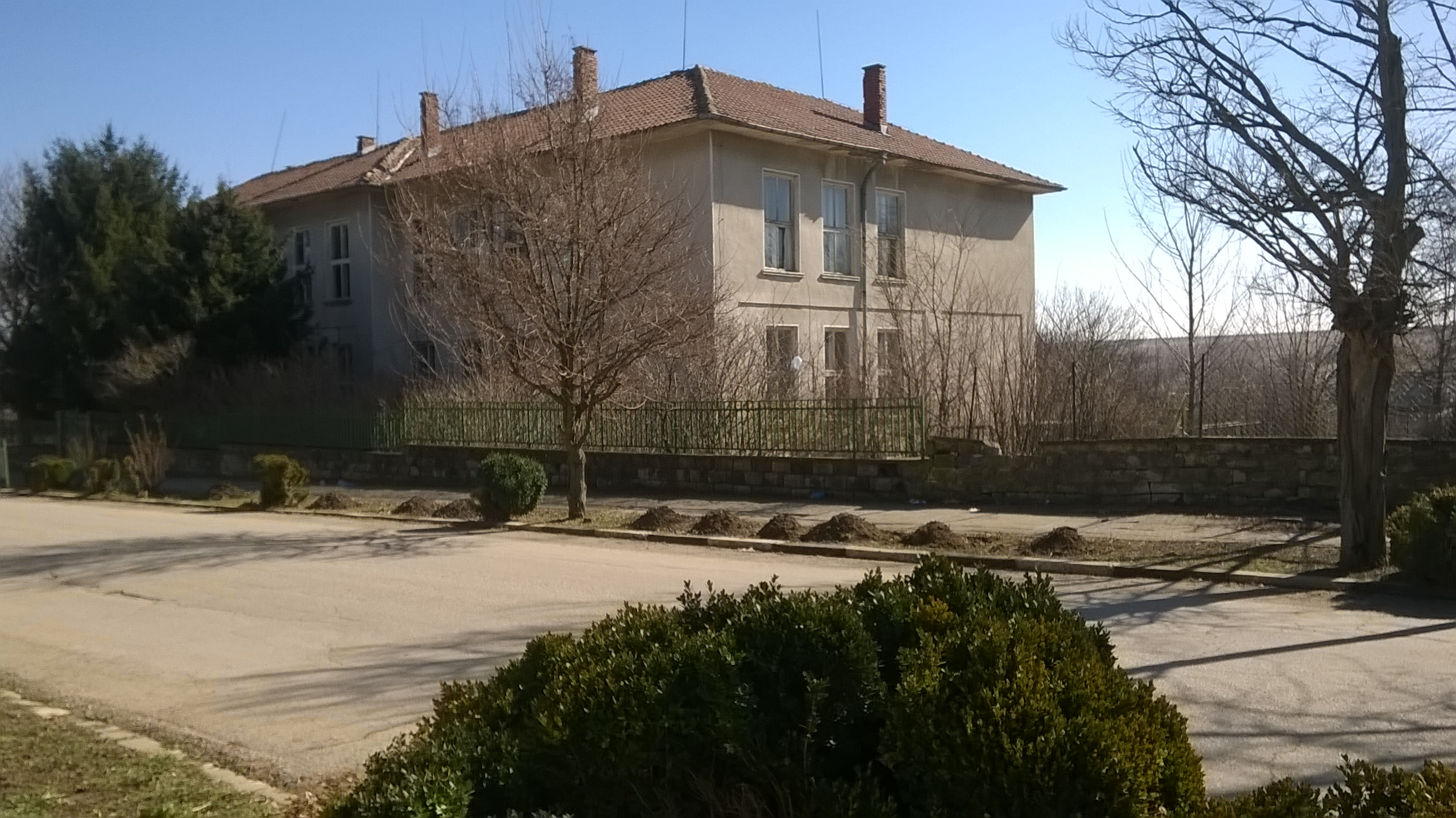
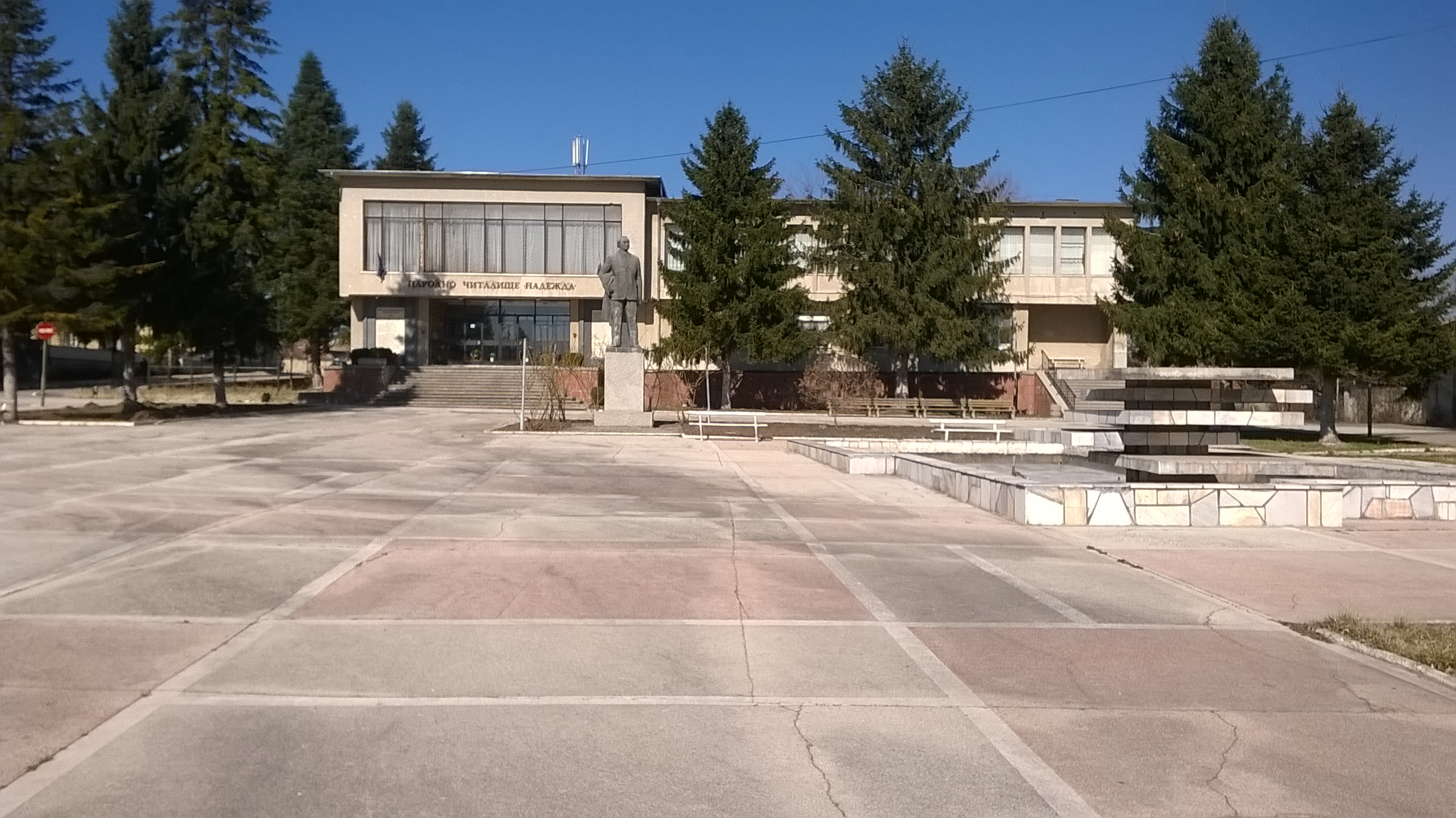
"
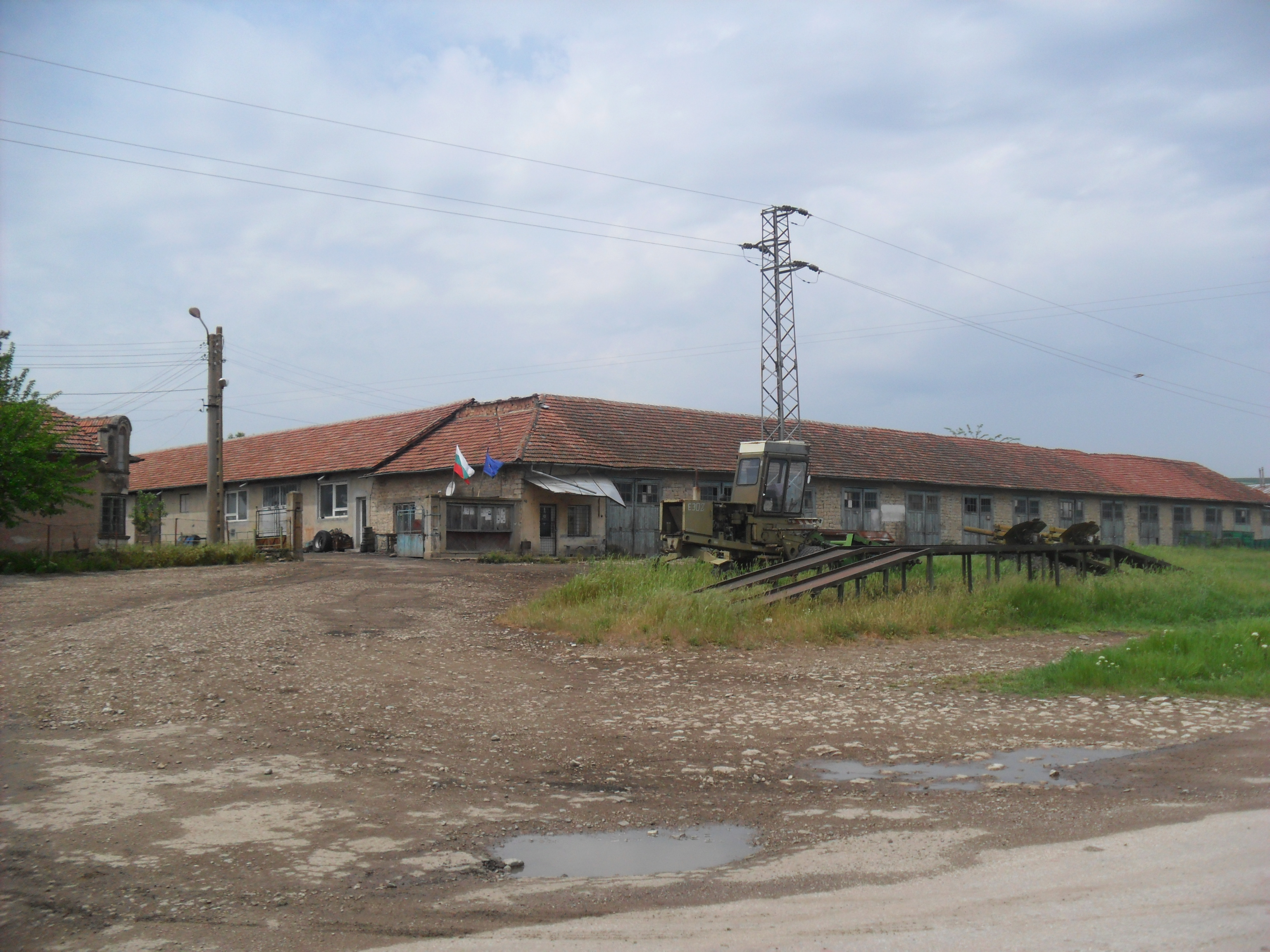
"
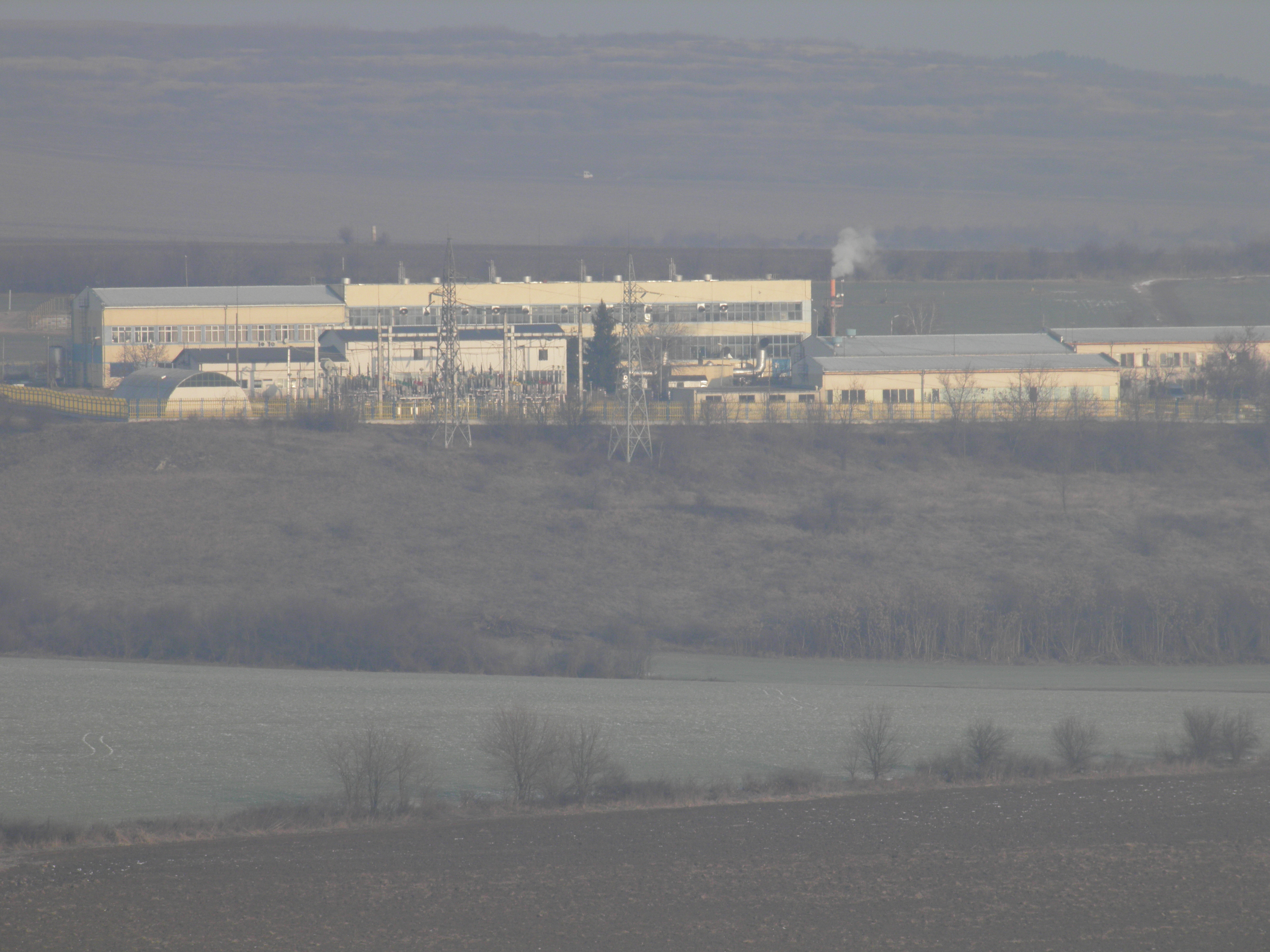
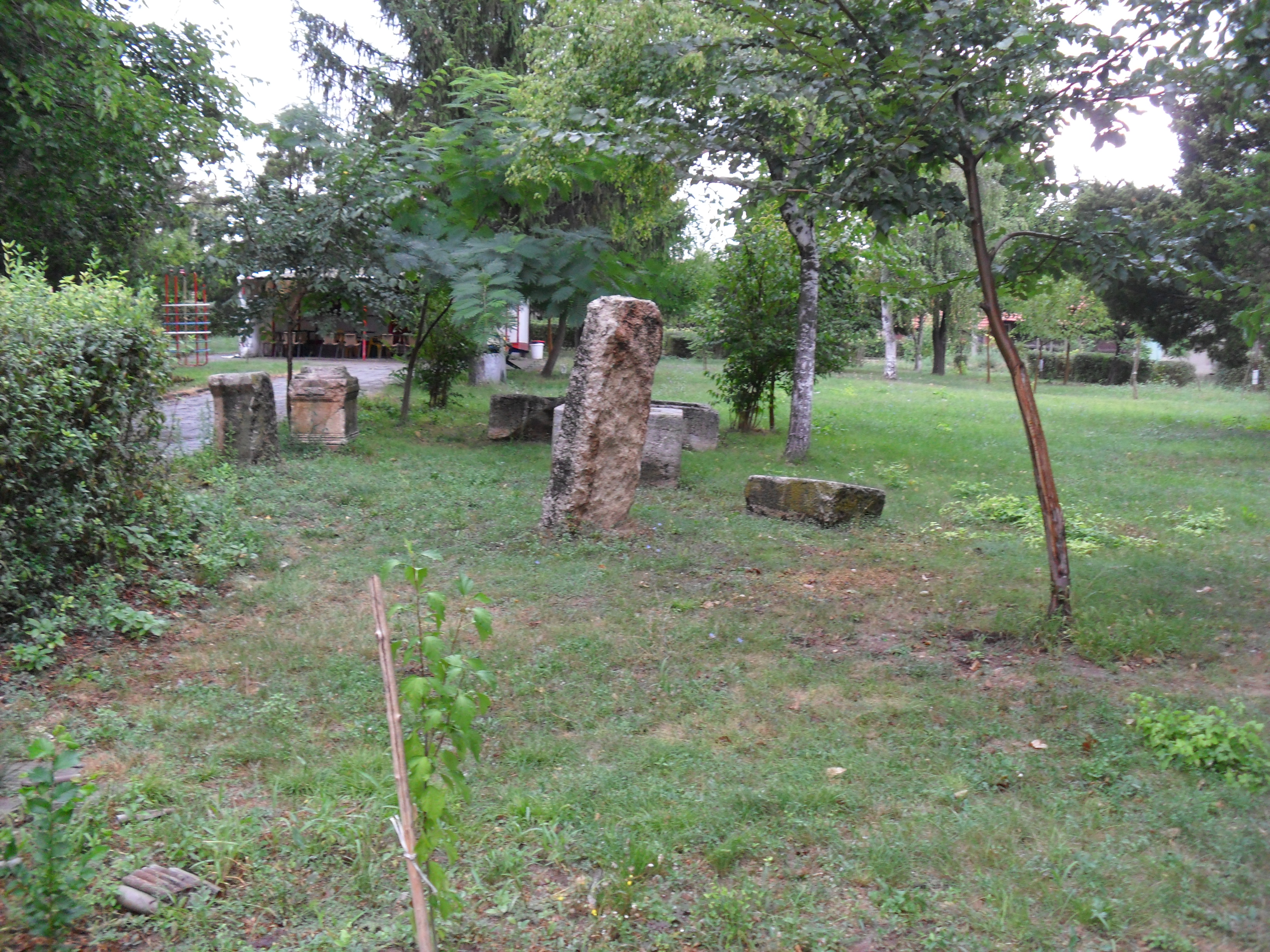